# Rubus spinulosoides
Rubus spinulosoides är en rosväxtart som beskrevs av Metcalf. Rubus spinulosoides ingår i släktet rubusar, och familjen rosväxter. Inga underarter finns listade i Catalogue of Life.